# Nesophontes superstes
Chuột chù Tây Cuba (Nesophontes superstes) là một loài động vật có vú trong họ Nesophontidae, bộ Soricomorpha. Loài này được Fischer mô tả năm 1977.